# Szymon Kurz
Szymon Kurz (ur. 20 maja 1868 we wsi Jaworze, zm. 1940 w ZSRR) – tytularny generał brygady Wojska Polskiego, ofiara zbrodni katyńskiej.

## Życiorys
Szymon Kurz urodził się 20 maja 1868 we wsi Jaworze, w powiecie pilzneńskim. W latach 1878–1884 uczył się w czteroklasowym gimnazjum rządowym w Tarnowie, a następnie w prywatnym, dwuklasowym gimnazjum w Jaśle. W 1888 rozpoczął zawodową służbę wojskową w cesarskiej i królewskiej armii. Od 1902 pełnił ją w służbie rachunkowości. W tym roku był przydzielony do Węgierskiego pułku piechoty nr 72 w Wiedniu, a w 1908 do Galicyjskiego pułku piechoty nr 90 w Jarosławiu. W 1909 został przeniesiony do pułku armat polowych nr 30 w Przemyślu. W latach 1913–1918 jego oddziałem macierzystym był Śląski pułk piechoty Cesarza nr 1 w Krakowie. Awansował na kolejne stopnie: rachmistrza porucznika (starszeństwo z 1 listopada 1902), rachmistrza nadporucznika (starszeństwo z 1 maja 1908) i rachmistrza kapitana (1 listopada 1914). W latach 1912–1913 wziął udział w mobilizacji sił zbrojnych Monarchii Austro-Węgierskiej, wprowadzonej w związku z wojną na Bałkanach, a później uczestniczył w I wojnie światowej.
23 stycznia 1919 został przyjęty do Wojska Polskiego „z zatwierdzeniem posiadanego stopnia kapitana rachunkowego ze starszeństwem z dniem 1 listopada 1914” i z dniem 15 listopada 1918 przydzielony do Departamentu Gospodarczego Ministerstwa Spraw Wojskowych. W czasie wojny polsko-bolszewickiej zarządzał centralnymi magazynami wojskowymi. 3 maja 1922 został zweryfikowany w stopniu podpułkownika ze starszeństwem z dniem 1 czerwca 1919 i 1. lokatą w korpusie oficerów administracyjnych, dział gospodarczy. W 1923 pełnił służbę w Departamencie VII Intendentury Ministerstwa Spraw Wojskowych w Warszawie na stanowisku kierownika Referatu Emerytalnego, pozostając w ewidencji Okręgowego Zakładu Gospodarczego Nr I. 31 marca 1924 awansował na pułkownika ze starszeństwem z dniem 1 lipca 1923 i 1. lokatą w korpusie oficerów administracji, dział gospodarczy.
17 lipca 1925 Prezydent RP Stanisław Wojciechowski nadał mu stopień generała brygady „wyłącznie z prawem do tytułu” z dniem 31 sierpnia 1925. 31 sierpnia 1925 został przeniesiony w stan spoczynku. Na emeryturze zamieszkał w Warszawie.
W czasie kampanii wrześniowej 1939 ewakuował się z Warszawy do rodziny do Lwowa. W listopadzie 1939 został aresztowany przez NKWD i osadzony w więzieniu „Brygidki”. Zamordowany wiosną 1940 na terytorium ówczesnej Ukraińskiej Socjalistycznej Republiki Radzieckiej. Figuruje na tzw. Ukraińskiej Liście Katyńskiej. Został pochowany na otwartym w 2012 Polskim Cmentarzu Wojennym w Kijowie-Bykowni.

## Ordery i odznaczenia
- Krzyż Oficerski Orderu Odrodzenia Polski (7 listopada 1925)[22]
- Medal Pamiątkowy za Wojnę 1918-1921
- Medal Dziesięciolecia Odzyskanej Niepodległości

- Brązowy Medal Zasługi Wojskowej na wstążce Krzyża Zasługi Wojskowej (Austro-Węgry)
- Złoty Krzyż Zasługi z Koroną na wstążce Medalu Waleczności (Austro-Węgry)
- Odznaka za Służbę Wojskową 2 klasy dla szeregowców (Austro-Węgry)
- Brązowy Medal Jubileuszowy Pamiątkowy dla Sił Zbrojnych i Żandarmerii (Austro-Węgry)
- Krzyż Jubileuszowy Wojskowy (Austro-Węgry)
- Krzyż Pamiątkowy Mobilizacji 1912–1913 (Austro-Węgry)[23]